# Eparchia di Troick

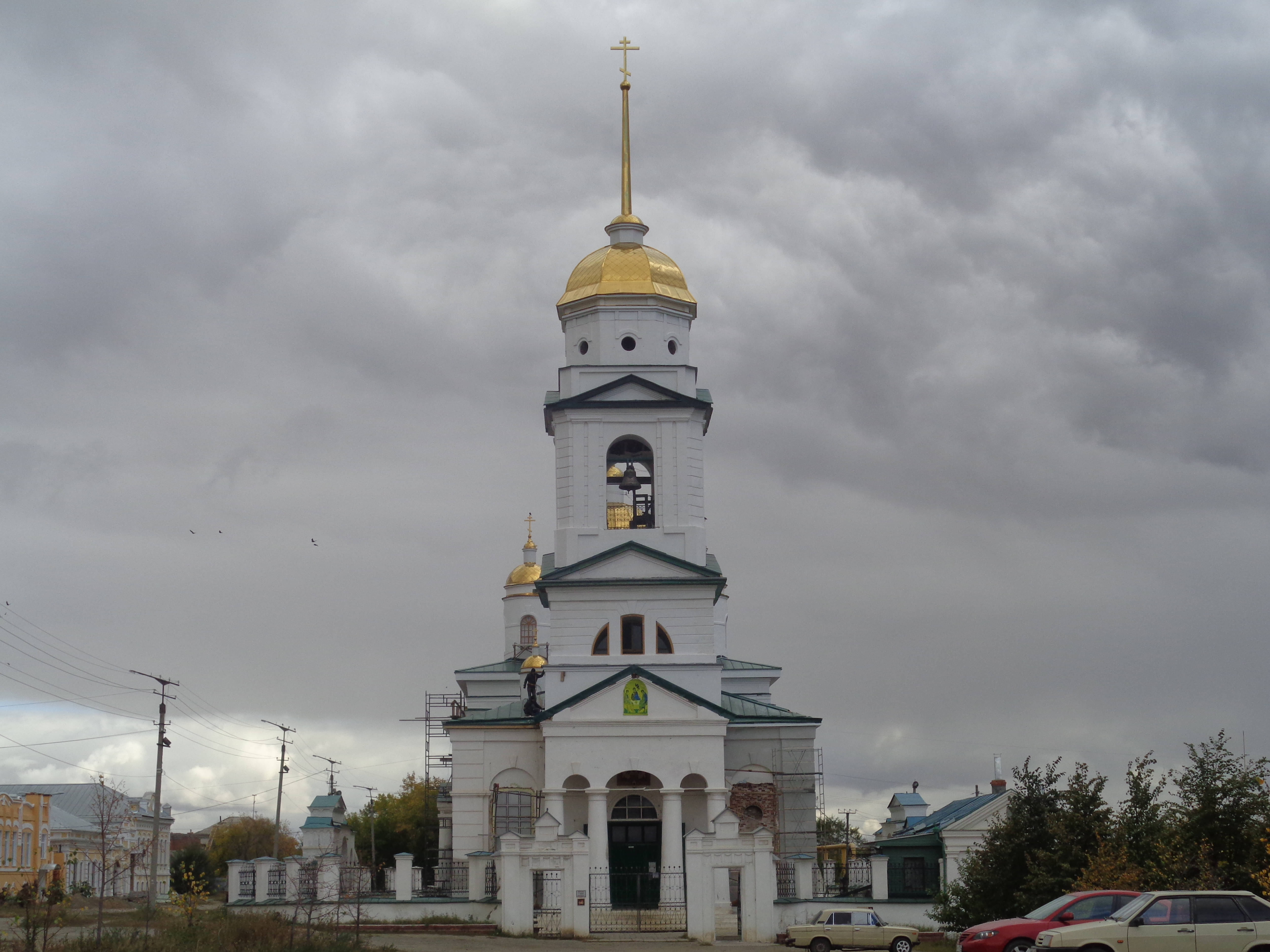
La cattedrale della Santissima Trinità di Troick.

L'eparchia di Troick (in russo Троицкая епархия?) è una diocesi della Chiesa ortodossa russa, appartenente alla metropolia di Čeljabinsk.

## Territorio
L'eparchia comprende le città di Troick e Južnoural'sk e i rajon Varnenskij, Emanželinskij, Etkul'skij, Oktjabr'skij, Plastovskij, Troickij, Uvel'skij, Ujskij e Česmenskij nell'oblast' di Čeljabinsk nel Circondario federale degli Urali.
Sede eparchiale è la città di Troick, dove si trova la cattedrale della Santissima Trinità.
L'eparca ha il titolo ufficiale di «vescovo di Troick e degli Urali meridionali».

## Storia
L'eparchia è stata eretta dal Santo Sinodo della Chiesa ortodossa russa il 26 luglio 2012 ricavandone il territorio dall'eparchia di Čeljabinsk e contestualmente è entrata a far parte della metropolia di Čeljabinsk.